# Хвалынская культура
Хвалы́нская культу́ра (называемая также протокурганной) — энеолитическая археологическая культура Северного Кавказа и Среднего Поволжья V-IV тыс. до н. э. Название получила по месту первых находок — близ города Хвалынск Саратовской области. Сложилась на основе самарской культуры, но в значительно более широком ареале — от Саратова на севере до Азовского моря на юго-западе и реки Урал на юго-востоке. Близка среднестоговской культуре и иногда выделяется вместе с ней в единую культурно-историческую общность. В 1980 году И. Б. Васильев сформулировал концепцию среднестоговско-хвалынской культурно-исторической общности и её вхождения субстратным компонентом в древнеямную культурно-историческую общность. Есть мнение, что хвалынская культура возникла в результате переселения части среднестоговского населения на восток из-за аридизации климата, однако сама среднестоговская культура происходит из Подонья. И. В. Горащук по нарастанию количества двустороннеобработанных и шлифованных изделий в хвалынских комплексах, приходит к выводу о том, что хвалынские скотоводы пришли в Поволжье с территории Мангышлака, продвигаясь из полупустынной зоны в степную в поисках пастбищных угодий. В дальнейшем эволюционировала в локальный вариант ямной культуры и оказала влияние на ботайскую культуру Казахстана. Представители хвалынской культуры уже были знакомы с основами обработки металлов (медь). Основное занятие населения — скотоводство. Вспомогательную роль играли охота, рыболовство и собирательство.

## Хронология
По радиоуглеродным данным самые ранние памятники хвалынской культуры датируются ок. 5300 г. до н. э. (по человеческим останкам), но, вероятно, эти образцы подвержены серьезному резервуарному эффекту. В публикации 2025 г. предлагается датировать ранний памятник хвалынской культуры —  Хлопков Бугор, последними десятилетиями перед 4500 г. до н. э., а хвалынские могильники, по костям наземных млекопитающих, — ок. 4450-4250 г. до н. э. Дата завершающего этапа хвалынской культуры — ок. 3900 г. до н. э. Таким образом, памятники хвалынской культуры датируются периодом ок. 4600-3900 г. до н. э.

## Экономика и обмен
Основное занятие населения — разведение домашнего скота: овец, коз, крупного рогатого скота. Важную роль по-прежнему играла эксплуатация речных ресурсов: рыболовство, сбор съедобных моллюсков. Вероятно, существовали особые группы населения, специализирующиеся на разных формах хозяйства. Так, содержание изотопов в костях индивидов близкого к хвалынской культуре бережновского могильника указывает на различия в образе жизни и питания. Питание одного из них, который интерпретируется как «местный» (носитель гаплогруппы I-L699), очевидно, состояло в основном из речных продуктов: рыбы и моллюсков. Двое других (гаплогруппа R1b-V1636) питались в основном мясом наземных млекопитающих.
У одного из индивидов хвалынской культуры при анализе зубного камня обнаружены следы белков коровьего молока. У других исследованных индивидов хвалынской культуры следов употребления молочных продуктов не выявлено. В то же время у скотовода из могильника Прогресс-2 (ок. 4300 г. до н. э. по углю), примерно современного хвалынской культуре и генетически близкого к ее населению, найдены следы употребления продуктов из овечьего молока. В целом, в период существования хвалынской культуры практика употребления молочных продуктов, заимствованная, вероятно, у кавказских земледельцев, начинает распространяться у скотоводов Поволжья и Предкавказья, но еще не приобрела существенного значения в их питании.
Важную роль в жизни хвалынцев играла циркуляция престижных товаров, прежде всего, меди и медных изделий из Балкано-Карпатской металлургической провинции. Медь поступала в Поволжье в виде готовых изделий, а также в слитках, из которых местные мастера производили ювелирные украшения. Для торговли медью хвалынцы, судя по всему, создали сложную транспортную сеть и систему политических союзов и экономических связей, протянувшуюся примерно на 2000 км., от средней и нижней Волги до Центральной и Юго-Восточной Европы. В эту систему отношений было вовлечено множество общин. В последние годы появилась возможность идентифицировать людей, которые контролировали поток престижных европейских товаров: воинов или торговцев. Значительная часть меди, которую использовали хвалынцы, по химическому могла быть получена из месторождения Ай Бунар в Болгарии. Металл мог поступать и из других месторождений, в том числе, через посредников. В частности, в Центральной Европе во второй половине V тыс. до н. э., вероятно, сложилась целая «диаспора» нижневолжцев. Некоторые из них умирали вдали от родины и оставляли после себя захоронения степного типа. Один из таких индивидов, мужчина 30-40 лет на момент смерти, похороненный на территории Венгрии (Csongrad, ок. 4300 г. до н. э.), получил в популярной литературе название Всадник. По генетике он абсолютно неотличим от индивидов хвалынской культуры.
Скелет Всадника действительно имеет имеет все особенности, характерные для профессионального наездника. Авторы недавнего исследования обнаружили у него 10 из 12 скелетных изменений, характерных для верховой езды. Лошади на нижневолжских стоянках V тыс. до н. э., хотя и считаются по данным генетики частью дикой популяции NEO-NCAS, демонстрируют генетический дрейф в сторону популяции домашних лошадей DOM2: накопление мутаций в генах GSDMC и ZFPM1, связанных с уменьшением агрессивности и повышенной выносливостью к нагрузке на позвоночник (прежде всего, при верховой езде). Эти мутации вряд ли могли накопиться в популяции без участия человека, так как не являются полезными для выживания животных в дикой природе. Таким образом, жители Поволжья уже в V тыс. освоили верховую езду и начали целенаправленную селекцию лошадей (которые могли еще оставаться в полудиком состоянии). Использование лошадей в транспортных целях объясняет, каким образом хвалынцы преодолевали тысячекилометровые расстояния в своих торговых или военных экспедициях. 

## Социальная структура
Примерно 14% хвалынских захоронений сопровождается жертвоприношениями домашних животных, и 14% — погребальными дарами из престижной балканской меди. Эти два вида погребальных даров, как правило, исключают друг друга, и позволяют выделить две группы хвалынской элиты. В соответствии с идентификацией носителей хвалынской культуры как ранних праиндоевропейцев, в публикации 2022 г. была сделана попытка отождествления этих групп с жрецами и воинами из трифункциональной модели праиндоевропейского общества Ж. Дюмезиля. Первая группа — «жрецы», старейшины или шаманы, и члены их семей. Они, как и элитные индивиды самарской культуры, получали погребальные дары в виде жертвоприношений домашних животных. Судя по количеству мяса принесенного в жертву скота, на некоторых  погребальных «тризнах» (погребальных пиршествах) в хвалынском могильнике собирались сотни людей. Медных изделий в захоронениях, сопровождавшихся жертвоприношениями животных, обычно не было. Могильник Хвалынск-I интерпретируется прежде всего как место захоронения локальной родовой группы, связанной культом предков, центральную роль в которой играли жрецы.
Другая элитная группа — это воины или торговцы, контролировавшие торговые пути. Одним из них, вероятно, был погребенный на территории Венгрии Всадник. Могильник Хвалынск-II интерпретируется как кладбище мужского воинского или торгового братства, в которое входили люди разного географического или даже этнического происхождения (отсюда гипер-вариабельность Хвалынска II по данным генетики — см. Генетика). Помимо людей с преимущественно нижневолжской генетикой — как сейчас предполагается, архаичных праиндоевропейцев — в состав этого «братства» могли входить мужчины из общин, обитавших выше по течению Волги и говоривших, во всяком случае, изначально, на других языках. Кроме медных украшений, символом престижа и власти были трубки (флейты, дудки или свистки?) из полых  костей птиц: журавля, лебедя, дрофы, орлана-белохвоста. Они встречаются только в захоронениях мужчин с медными украшениями (за одним исключением —  см. ниже), и, вероятно, обозначали какой-то особый статус или ранг в «воинской» группе. Их утилитарная функция — не ясна. Хотя такую трубку можно было использовать как свисток, она не подходила для исполнения сложных мелодий, так как, в отличие от флейты, не имела боковых отверстий. Впоследствии точно такие трубки из птичьих костей были распространены в ямной культуре.   
Погребальный обряд для двух групп индивидов с высоким статусом серьезно различался в соответствии с их социальной функцией. Если тризны по «жрецам» были важной демонстрацией социальной солидарности, то похороны воинов/торговцев, вероятно, представляли собой закрытые церемонии с ограниченным числом участников. Если «жрецы» ассоциируются с родственными отношениями, культом предков, мирным хозяйством, то «воины» — с отдаленными землями, дальними и опасными путешествиями, тайными торговыми маршрутами в поисках драгоценного сияющего металла. Единственные погребальные дары воинов — медные украшения, не разделялись между всеми членами общины, как мясо жертвенных животных, а в буквальном смысле забирались покойным в собой в могилу.  
Среди погребенных на обоих кладбищах, Хвалынск-I и Хвалынск-II, выделялись вожди, материальным воплощением власти которых которых были зооморфные скипетры-булавы из полированного камня. Реальный статус и объем власти этих индивидов неизвестен, но обладатели скипетров явно стояли выше других в социальной иерархии, их захоронения связаны с максимальными трудовыми и материальными затратами. Вожди были единственными, чьи погребальные дары могли включать и жертвоприношения животных, и изделия из меди . 
По результатам анализа ДНК захоронения на кладбище Хвалынск-II принадлежат членам нескольких патрилинейных семей. Многие индивиды приходятся друг другу отцами, сыновьями, братьями, дядями. Уникальный пример родства по женской линии — 30-летний мужчина из захоронения № 1 (Хвалынск II), единственный носитель гаплогруппы R1a, похороненный на семейном участке Серой семьи (здесь и далее названия хвалынских семей даются по произвольно назначенной археологами цветовой кодировке). Его мать была сестрой индивида из захоронения № 34 (Хвалынск II, родство по женской линии определено по анализу ДНК этих мужчин), у которого, как и других Серых, была гаплогруппа Q1-L472.  
Мужчины разных семей не являются родственниками друг другу даже по женской линии, что служит еще одним аргументом в пользу интерпретации могильника Хвалынск-II как «братства» выходцев из разных, часто удаленных общин.  Хотя генетический анализ не позволяет проследить родство семей из могильника Хвалынск-II между собой, можно определить их родственников в других общинах. Например, женщина из захоронения № 7 (I6301) могильника хвалынской культуры Хлопков Бугор (130 км. от Хвалынска) была, вероятно, бабушкой по отцовской линии (генетически возможны другие варианты родства, но они менее вероятны) для индивида (I6107) из «военной» хвалынской элиты (по версии Энтони и Хохлова), похороненного в захоронении № 4 (Хвалынск-II). Захоронение № 4 – одно из самых ранних захоронений могильника Хвалынск-II. Индивид I6107 погребен без жертвоприношений животных, но и без медных украшений: скорее всего, обычай медных погребальных даров еще не сформировался. Единственный символ его высокого статуса  –  трубка из птичьей кости. Он стал «основателем»  –  во всяком случае, первым из погребенных   –  среди членов влиятельной Желтой семьи. На кладбище погребены несколько поколений его внучатых, правнучатых и праправнучатых племянников, потомки его брата. Захоронение самого брата отсутствует. В могиле одного из внучатых племянников I6107 (№12) обнаружено больше украшений из балканской меди, чем во всем остальном Хвалынском могильнике.  
Примечательно отсутствие в могильнике Хвалынск-II матерей и дочерей: они погребались на других кладбищах. Единственное исключение  –  сестра «вождя» из Серой семьи (см. раздел Захоронения). Женщины, не связанные родством ни с кем из мужчин, интерпретируются как жены, но, очевидно, они не были матерями наследников. Захоронения мужчин обычно сопровождаются погребальными дарами из меди, но не имеют следов жертвоприношений животных. Зато женщин в могильнике Хвалынск II – вероятно, в том случае, если они были из семей старейшин местной общины – хоронили с погребальными жертвоприношениями и тризнами. 

## Антропологический облик
Могильники хвалынской культуры представлены долихокранными, умеренно узколицыми (мезокефалия) европеоидами понтийского типа.
На черепах людей зрелого возраста нередко встречаются поверхностные дефекты костной ткани овально-ладьевидной формы. Высказываются предположения о ритуальных причинах данных ударных травм, наносившихся, возможно, в ходе возрастной инициации (ср. с ритуальной трепанацией черепа).

## Генетика

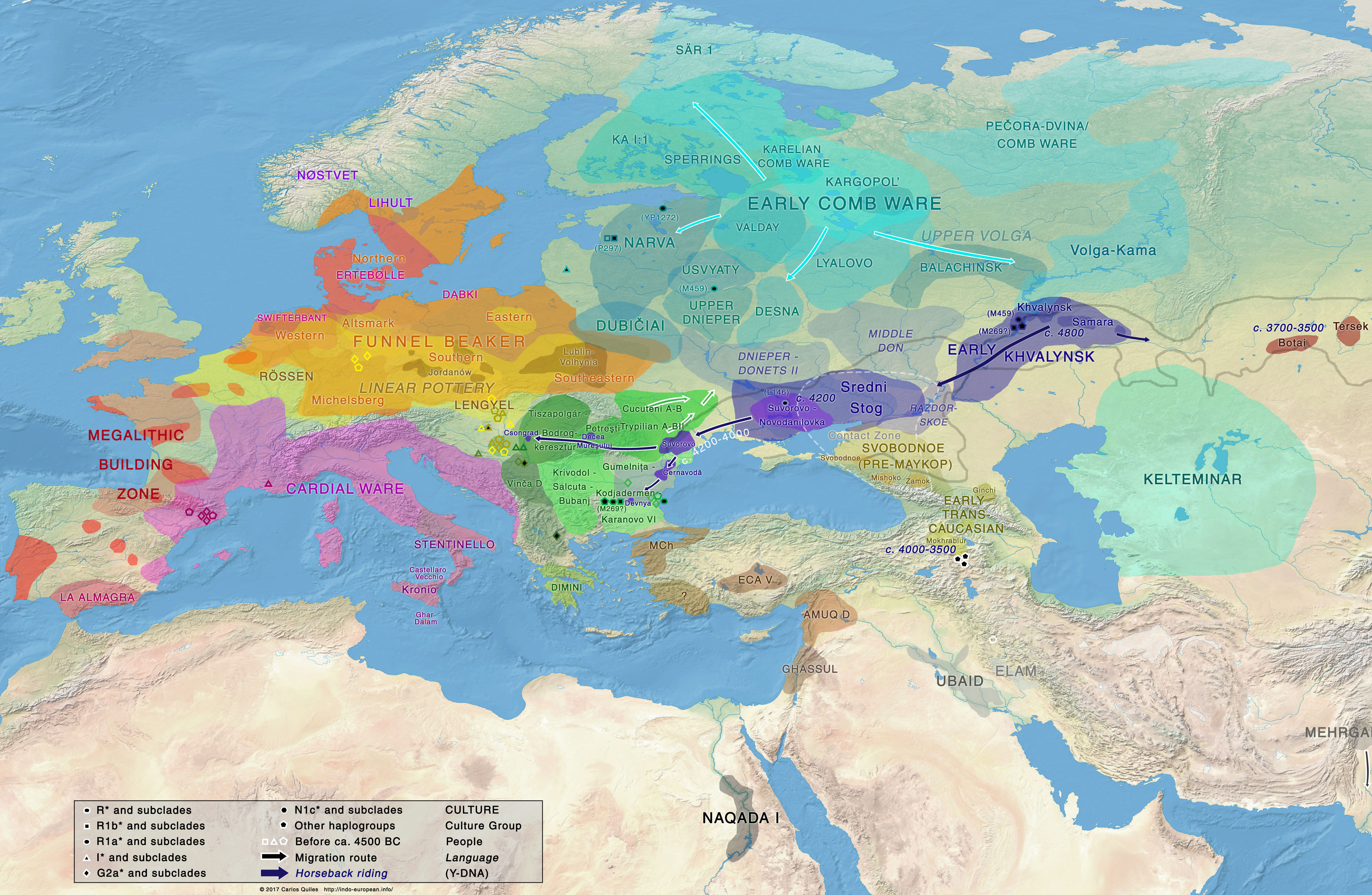
Ранне-неолитические миграции.

Генетически население хвалынской культуры располагается на «нижневолжском градиенте», в зоне контакта потомков средневолжских охотников-собирателей и нижневолжских скотоводов бережновского типа. Lazaridis et al определяют его как гипер-вариабельную популяцию, которую можно разделить на 3 группы. Индивиды первой группы – «низкие» (low) хвалынцы – содержат приблизительно 35% нижневолжских генов (группа Прогресс-Бережновка) и 65% генов самарских охотников-собирателей (Лебяжинка). Эти индивиды близки к населению самарской культуры. Вторая группа, «средние» хвалынцы, в среднем содержит 53% генетического нижневолжского компонента, и 47% генов самарских охотников-собирателей. «Высокие» хвалынцы несут в себе около 74% нижневолжской генетики и 26% генетики самарских охотников-собирателей. К экстремально высоким хвалынцам относится уже упомянутый Всадник с территории Венгрии (ок. 88% нижневолжской родословной). 
Ранее неоднократно высказывалось предположение (например, Пестрикова и Агапов), что хвалынская культура возникла в результате смешения двух этнических групп, одна из которых, доминирующая, обладала более высоким статусом. Хотя современные генетические исследования подтверждают, что население хвалынской культуры возникли в результате смешения двух популяций, генетические различия между хвалынцами никак не коррелируют с их положением в обществе. Так, индивиды из наиболее статусного захоронения в могильнике Хвалынск-II, «вождь» из Серой семьи и его сестра, относятся к высоким хвалынцам. В то же время индивид из Желтой семьи, явно обладавший очень высоким общественным положением и отмеченный наибольшим количеством медных украшений  (захоронение № 12), является низким хвалынцем. Низкими хвалынцами, вероятно, в результате смешанных браков, являются и другие члены Серой семьи, двоюродные братья и племянники «вождя». Отсутствует также прямая корреляция между статусом и Y-хромосомной гаплогруппой. У Желтых – типичная для нижневолжской популяции гаплогруппа R1b-V1636. У не менее влиятельной Серой семьи – гаплогруппа Q1a2b (Q-YP1669), более характерная для племен лесной зоны Восточной Европы и Сибири.
Индивиды, погребенные на кладбище хвалынской культуры Хлопков Бугор (Саратовская область) в 130 километрах от Хвалынска, близки к популяции высоких хвалынцев. 68% их аутосомных генов приходится на нижневолжскую популяцию, а 32% получено от поволжских охотников-собирателей (Лебяжинка). Энтони и Хохлов датируют Хлопков Бугор последними десятилетиями перед 4500 г. до н. э., то есть немного более ранним периодом, чем хвалынские могильники. Это подтверждается, в том числе, отсутствием в могильнике Хлопков Бугор медных украшений: вероятно, балканская медь еще не начала регулярно поступать в Поволжье. 
Группа индивидов из близкого к хвалынской культуре Бережновского могильника (Волгоградская область) считается эталонной для определения нижневолжской популяции (100% нижневолжской генетики), и сочетает гены восточно-европейских охотников-собирателей, кавказских охотников-собирателей и среднеазиатского неолита (см. Кавказско-нижневолжский генетический градиент). 
У индивидов хвалынской культуры могильников Хвалынск-I и Хвалынск-II выявлены Y-хромосомные гаплогруппы: R-L754 (R1b), R-L389   (R1b1a), Q-L472 (Q), Q-YP1669 (Q1a2b~), R-V1636 (R1b1a2), R-M459 (R1a), I-L699 (I2a1b1a2a2a), R1, J-CTS1026 (J1); и митохондриальные U2e1a1, U4a1c, U2e1b, U4, H13a2a, U5a1a2, U2e2a1, U4b1, U5a1f1, U5a1a1, H13a1a1, T2a1b, H2a1, U5a1i, R1b, U4a, U5a1+@16192, U5a1, U5a2d, U4d(suppelemtary table), . В могильнике Хлопков Бугор – митохондриальные группы U5a1f1, U5a1a1, H13a1a1. В Бережновском могильнике – Y-хромосомные гаплогруппы I-L699>I-S12195 (I2a1b1a2a2a2), R-V1636>R-Y106006 (R1b1a2b), R-V1636 (R1b1a2) и митохондриальные H13a1, H2a1, U2e1'2'3, U5a1f, H2 (supplementary table).

## Захоронения
Могильник под Хвалынском на пространстве 30×26 м содержал 158 скелетов преимущественно в индивидуальных погребениях, реже от 2 до 5 тел в одной могиле. Покойных укладывали на спину с согнутыми коленями. Такая погребальная позиция впервые становится доминирующей именно в хвалынской культуре. Более ранние образцы этой детали погребального обряда выявлены в самарской культуре и Нальчикском могильнике, но там такая погребальная позиция характерна для меньшинства захоронений. Впоследствии данная особенность погребального ритуала отмечена у носителей практически всех степных культур энеолита и бронзового века: среднестоговской, суворово-новоданиловской, ямной и др. Ее появление в разных археологических культурах, вместе с распространением нижневолжской генетики, может свидетельствовать о расселении определенной этнической группы. Над двенадцатью погребениями были возведены небольшие каменные насыпи. Как и погребения самарской культуры, могилы хвалынской культуры нередко содержат останки лошадей, овец и крупного рогатого скота.
Могильник под городом Нальчик на Северном Кавказе содержал 121 погребение. Некоторые тела также уложены лицом вверх и с согнутыми коленями. При погребении использовали охру и каменные плиты. Кроме того, весь могильник был закрыт курганом.
Существует точка зрения, что в нео-энеолитических культурах Восточной Европы богатство захоронений определялись почти исключительно возросто-половыми отношениями, наиболее богаты детские захоронения и захоронения особей достигших наиболее репродуктивного возраста (район 25-30 лет), особи после 35-40 лет наиболее бедны и практически не имеют инвентаря, таким же соотношениям подчиняется и хвалынская культура. С другой стороны, в публикациях Anthony et al (2022) и Агапова (2010) по материалам погребений восстановлена сложная иерархическая структура общества носителей хвалынской культуры.
Если в погребениях самарской культуры металлические изделия не найдены, то в хвалынских могилах обнаружены медные украшения в виде колец. Другие украшения представлены перламутровыми бусами, браслетами из камня и кости, а также зубами животных, кабанов, медведей, волков, оленей и пр. Оружие остается каменным, но достигает высшего качества изготовления. На керамике заметны следы веревок и шерстяной ткани.
Пестрикова и Агапов предполагают, что у носителей хвалынской культуры мог существовать обычай соумирания, когда в случае смерти статусного члена общины насильственно умерщвлялся (либо совершал ритуальное самоубийство) кто-то из подчиненных членов рода, как правило, одна из жен, но иногда и зависимый мужчина. Явных доказательств этому получить не удалось. По результатам генетического анализа единственного совместного погребения мужчины («вождь» из Серой семьи со скипетром-булавой, около 25 лет) и женщины (девочки 9 лет), девочка оказалась полнородной сестрой мужчины. Признаков насильственной смерти на скелетах брата или сестры не обнаружено.
В могильнике Хвалынск-II, в отличие от могильника Хвалынск-I, погребены преимущественно мужчины (77%). Впоследствии такая же диспропорция характерна для ямной культуры: 70-80% индивидов, похороненных в ямных курганах – мужчины. Это позволяет предположить, что некоторые черты ямного погребального обряда заимствованы не у какой-то определенной родоплеменной группы, а у мужского военного «братства», сходного с тем, которое оставило могильник Хвалынск-II.
Помимо описанных Хвалынских могильников и могильника Хлопков Бугор, в Самарской области к хвалынской культуре относится Криволучское погребение на р. Чагре. А в Оренбургской области Ивановский могильник на правом берегу р. Ток, левого притока р. Самара

## Поселения
Кроме погребений известны также и поселения, относящиеся к хвалынской культуре. В Оренбургской области хвалынская керамика встречена на Ивановской и Турганикской стоянках (Моргунова, 1989). В Самарской области на р. Сок, правом притоке р. Волга, было исследовано Гундоровское поселение. Материалы хвалынской культуры были найдены так же на стоянке Лебяжинка I . В Астраханской области была обнаружена и раскопана серия хвалынских памятников — стоянок и могильников. Это Кара-Худук, Каиршак VI , Комбак-тэ, Тау-тюбе, Северный Букей и др. Материалы, связанные с хвалынской культурой были обнаружены так же в Восточном Прикаспии на полуострове Мангышлак. В Волгоградской области хвалынская керамика была обнаружена на стоянке Кумыска на р. Торгун (Васильев, 2003). В Пензенской области хвалынские материалы были обнаружены и исследованы В. В. Ставицким на стоянке Труево I на верхней Суре (Ставицкий 2001).

## Археологическая преемственность
Многое говорит о родстве хвалынской культуры с древнеямной культурно-исторической общностью — в частности, скорченность покойников, охра, круглодонность сосудов, а также черепа и кости коров, реконструируемые как шкуры, положенные в могилу целиком вместе с ногами и головой. По результатам современных генетических исследований, несмотря на близкое родство, ямная культура не может считаться прямым продолжением хвалынской. Население ямной культуры рассматривается как особая группа нижневолжских скотоводов (архаических праиндоевропейцев), мигрировавшая на запад, в Подонье и восточное Поднепровье. Обратная миграция представителей этой группы, обогатившихся генами днепро-донецкой культуры и кавказских земледельцев, в IV тыс. до н. э. в Поволжье, привела к формированию поволжской ямной культуры.